# Akihiro Hayashi
Akihiro Hayashi (jap. 林 彰洋 Hayashi Akihiro; ur. 7 maja 1987) – japoński piłkarz. Obecnie występuje w FC Tokyo.

## Kariera klubowa
Od 2009 roku występował w klubach Plymouth Argyle, Charleroi-Marchienne, Shimizu S-Pulse, Sagan Tosu i FC Tokyo.

## Kariera reprezentacyjna
W 2007 roku Akihiro Hayashi zagrał na Mistrzostwach Świata U-20.